# 大迫純一
大迫 純一（おおさこ じゅんいち、1962年〈昭和37年〉7月21日 - 2010年〈平成22年〉5月25日）は、日本の小説家、シナリオライター、漫画家。

## 略歴
大阪市天王寺区生まれ。大阪芸術大学芸術学部映像計画学科を2年次で中退後、キャラクターデザイン、ゲーム原案、脚本、アトラクション俳優、造形助手などの仕事をする。
1984年（昭和59年）徳間書店『ハイパーゾーン』から『デストマン』でデビューし、漫画家としても活動していたが、作品の多くは単行本化しておらず『魔諭邏 MAYURA』が唯一の単行本である。
1996年（平成8年）青心社から『魔法探偵まぁリン1 バビロン・ゲート』にて、小説家としてデビュー。
2007年4月より放送のTVアニメ『神曲奏界ポリフォニカ』では、初のアニメの脚本を手掛けた。
2010年5月25日、癌により逝去。享年47。

## 人物
かなりの速筆家であり、『神曲奏界ポリフォニカ』のシェアードワールドで執筆を行なっている1人の高殿円からは、“優等生”と評されていた。生前、3日で1冊というトップ・スピードを「意識的に」やり遂げたことがある。
血液型はA型。蟹座。好きな色は黒と銀。好きな酒はカンパリソーダ、タバコはマルボロ、好きな食べ物は卵料理、ソフトドリンクはコカコーラを好んで飲んだ。趣味は玩具と打撃系武器の蒐集。親指シフター。
アメコミのスポーンをこよなく愛し、その思い入れは大きく、スポーンのリングを嵌める事が多かった。
熱い漢の物語を描く、人呼んで「限りなく体育会系に近い文系」だったという。ホラー小説やミステリー小説、時代小説なども執筆していた。
日本推理作家協会所属。

## 小説作品リスト
- 神曲奏界ポリフォニカ （GA文庫）
  - ブラック・シリーズ　
  - レオン・ザ・レザレクター&レオン・ザ・ゴールド シリーズ
- ゾアハンターシリーズ
- あやかし通信
  - あやかし通信 九夜でおくる怖い話（実業之日本社）
  - あやかし通信『怪』（ハルキ・ホラー文庫）

実業之日本社版の増補改訂版。
- スペクター（コナミノベルス）

コナミオリジナルの特撮作品『SPECTER』の小説版という位置付けで刊行されたが、共通なのは世界観のみで、内容は登場人物を含め、大迫独自のものとなっている。
- 戦艦人間ハヤト（HJ文庫）
  - 戦艦人間ハヤト 起動! 白銀の宇宙戦艦!!
  - 戦艦人間ハヤト2 脅威! メガナイクス!!
  - 戦艦人間ハヤト3 決戦! 果てなき宇宙へ!!
- 鉄刃サザン（HJ文庫）
- ディストラクターXIII（富士見ミステリー文庫）
  - 黒き魔像の契約者―ディストラクターXIII〈1〉
  - 白き流聖の追撃者―ディストラクターXIII〈2〉
- 最終エージェント・チカル（MF文庫J）
- 魔法探偵まぁリン（発行：プラザ、発売：青心社）
  - 魔法探偵まぁリン1 バビロン・ゲート
  - 魔法探偵まぁリン2 カニバル・リターナー
  - 魔法探偵まぁリン3 ナイトメア・ダメージ
  - 魔法探偵まぁリン4 エターナル・レガシー
- 超鋼威ガクテッカー（発行：プラザ、発売：青心社）
  - 超鋼威ガクテッカー
  - 超鋼威ガクテッカー2 弩闘編
  - 超鋼威ガクテッカー3 怪機編
- 魍獣妖拳伝（発行：プラザ、発売：青心社）
- Kanonアンソロジー・ノベル（共著、JIVE CHARACTER NOVELS）
- Soul Linkアンソロジー・ノベル（共著、JIVE CHARACTER NOVELS）
- 小説 無限の住人 刃獣異聞（KCノベルス）

沙村広明による同名の漫画のノベライズ。内容は大迫オリジナル。
- 法石姫-クロイハナトナクシタナマエ-（GA文庫）

生前に執筆された今作の原稿が2011年9月に刊行され遺作となった。

### 緋樫みつき名義
- ヴァーミンロード（徳間書店

携帯電話用ゲームの新作プロモーションを兼ねた、ゲームノベライズ本。コンシューマーの期待値を高める策として、“期待の新人・緋樫いつき”が設定された。

## キネティックノベル
- 神曲奏界ポリフォニカ THE BLACK （企画：ocelot、開発：KuroCo）

## コミック作品リスト
- 魔諭邏 MAYURA（アニメージュコミックス）

## ゲーム関係の仕事
- 最終電車
- 19時03分 上野発夜光列車 - 共に原作を担当。
- 大幽霊屋敷 〜浜村淳の実話怪談〜 - 実写ゲーム。聞き書き手、出演。
- ノベルズ〜ゲームセンターあらしR〜 - グラフィックの原画を担当。
- ラブプラス - 姉ヶ崎寧々のシナリオ担当[4][5]。